# سیارک ۴۳۷۱
سیارک ۴۳۷۱ (به انگلیسی: 4371 Fyodorov، نامگذاری:1983GC2) چهار هزار و سیصد و هفتاد و یکمین سیارک کشف شده‌است که در ۱۰ آوریل ۱۹۸۳ کشف شد.
قدر مطلق سیارک برابر ۱۳٫۲۰ است.